# Jesse Vainikka
Jesse „JerAx“ Vainikka (* 7. Mai 1992) ist ein  professioneller Dota-2-Spieler aus Finnland, der mit Team OG zwei Mal in Folge The International gewonnen hat. Auf der Liste der erfolgreichsten E-Sportler nach Preisgeld liegt er mit etwa 6.470.000 US-Dollar an Rang 2.

## Karriere
Vainikka begann seine Dota-2-Karriere im Jahr 2013. Über mehrere Stationen führte ihn sein Weg im Jahr 2015 zu Team Liquid, mit denen er sowohl beim Manila Major 2016 als auch beim Shanghai Major 2016 ins Finale einziehen konnte. Nach einem 7. / 8. Platz bei The International 2016 wechselte er zu OG.
Mit dem Team gewann Vainikka das Boston Major 2016 und das Kiev Major 2017, wodurch er zum ersten Spieler wurde, der in vier aufeinanderfolgenden Majors im Finale stand. Nach diesen Erfolgen trat OG als Favorit bei The International 2017 an, musste sich jedoch mit dem 7. / 8. Platz zufriedengeben. Nachdem es nach weiteren enttäuschenden Ergebnissen zu personellen Änderungen im Team gekommen war, trat Vainikka erneut mit OG bei The International 2018 an. Dem Team gelang es, aus einer Außenseiterposition das zu diesem Zeitpunkt höchstdotierte E-Sports-Turnier zu gewinnen. In Anerkennung dieser Leistung wurden Vainikka und sein Teamkollege Topias „Topson“ Taavitsainen vom finnischen Präsidenten Sauli Niinistö zum Empfang zum finnischen Unabhängigkeitstag eingeladen. Mit derselben Besetzung gewann OG auch The International 2019, wodurch Vainikka und sein Team die ersten fünf Spieler wurden, die dieses Turnier zwei Mal gewinnen konnten.
Im Januar 2020 verkündete Vainikka das Ende seiner Karriere. Als Gründe nannte er die nachlassende Leidenschaft für das Spielen auf professionellem Niveau und den Leistungsdruck, der seiner Persönlichkeit entgegenstehe. Im November des Folgejahres entschied er sich, erneut in Wettkämpfen anzutreten und unterzeichnete er einen Vertrag mit Evil Geniuses.

## Erfolge (Auswahl)

### Erfolge mit Team Liquid
| Datum     | Platz   | Turnier                | Preisgeld  |
| --------- | ------- | ---------------------- | ---------- |
| März 2016 | 2.      | Shanghai Major 2016    | 081.000 $  |
| Mai 2016  | 1.      | EPICENTER 2016         | 050.000 $  |
| Juni 2016 | 2.      | Manila Major 2016      | 081.000 $  |
| Aug. 2016 | 7. / 8. | The International 2016 | 0103.852 $ |

### Erfolge mit OG
| Datum     | Platz   | Turnier                | Preisgeld   |
| --------- | ------- | ---------------------- | ----------- |
| Dez. 2016 | 1.      | Boston Major 2016      | 0200.000 $  |
| Apr. 2017 | 1.      | Kiev Major 2017        | 0200.000 $  |
| Aug. 2017 | 7. / 8. | The International 2017 | 0123.439 $  |
| Aug. 2018 | 1.      | The International 2018 | 2.246.831 $ |
| Aug. 2019 | 1.      | The International 2019 | 3.123.036 $ |